# Lan Lăng Vương (phim truyền hình)
Lan Lăng Vương là một bộ phim truyền hình lịch sử hợp tác giữa Trung Quốc đại lục và Đài Loan được sản xuất năm 2013. Bộ phim lấy bối cảnh thời Bắc Tề và kể về cuộc đời của chiến thần Lan Lăng Vương – Cao Trường Cung. Bộ phim có sự tham gia của nam diễn viên Trung Quốc Phùng Thiệu Phong và nữ ca sĩ, diễn viên Đài Loan Lâm Y Thần, nam diễn viên ca sĩ Hồng Kong Trần Hiểu Đông trong vai các nhân vật chính và nam diễn viên Đài Loan Hồ Vũ Uy, nam diễn viên Trung Quốc Ngụy Thiên Trường, nữ diễn viên Mao Lâm Lâm trong vai các nhân vật phụ.
Phim được khởi quay từ 16/4/2012 và đóng máy vào 10/8/2012 tại Trung Quốc đại lục. Phim được quay tại Phim trường Hoành Điếm và Phim trường Tượng Sơn ở tỉnh Chiết Giang, Trung Quốc. Phim được đồng thời chiếu trên 4 kênh ở Trung Quốc (ZJSTV, Dragon TV, Shenzhen TV, YNTV) từ 14/8/2013. Tập cuối cùng được chiếu ở Trung Quốc vào ngày 30/8/2013 với 46 tập. Phim được chiếu trên kênh CTV ở Đài Loan từ ngày 23/8/2013 đến 23/9/2013 với 22 tập. Thời lượng một tập ở Trung Quốc là 45 phút trong khi ở Đài Loan là 120 phút. Bộ phim cũng được chiếu ở Hong Kong, Nhật Bản, Hàn Quốc, Thái Lan và nhiều quốc gia khác. 

## Tóm tắt
Lan Lăng Vương là một trong bốn mỹ nam của Trung Quốc vào thời cổ đại. Được mệnh danh là Chiến thần, bách chiến bách thắng, Lan Lăng Vương luôn đeo một chiếc mặt nạ đáng sợ để che giấu khuôn mặt mình khi chỉ huy quân đội. Lan Lăng Vương - Cao Trường Cung là một đại tướng quân lừng lẫy của Bắc Tề. Truyền thuyết kể rằng, Lan Lăng Vương là một người rất mưu trí, trung quân ái quốc và đối xử với tướng lĩnh rất khoan hồng.
Có một lời tiên tri rằng: Ai có được thiên nữ sẽ có được thiên hạ. Dương Tuyết Vũ, hậu nhân cuối cùng của Vu tộc, vô tình bị cuốn vào cuộc chiến tranh giữa Bắc Tề và Bắc Chu. Mặc dù đã biết trước vận mệnh bi thảm của Lan Lăng Vương nhưng Tuyết Vũ vẫn đem lòng yêu Lan Lăng Vương và giúp anh chiến thắng trong cuộc chiến tranh với Chu Vũ Đế - Vũ Văn Ung. Nhưng sự cố gắng của Tuyết Vũ chỉ đẩy Lan Lăng Vương gần đến vận mệnh của mình. Vì Lan Lăng Vương được người người yêu quý, ngưỡng mộ nên Thái tử Cao Vỹ sinh lòng ghen ghét, đố kỵ. Liệu Tuyết Vũ có thể bảo vệ được Lan Lăng Vương không khi Cao Vỹ muốn giết chết anh?

## Diễn viên

### Diễn viên chính
- Phùng Thiệu Phong trong vai Cao Trường Cung (Lan Lăng Vương) - 26 tuổi

Lan Lăng Vương có dung mạo tuấn tú, mỗi lần ra trận đều phải đeo mặt nạ để trấn áp kẻ địch, là chiến thần bất khả chiến bại của Bắc Tề nhưng lại có tâm tính thiện lương. Tuy là người trong hoàng tộc nhưng Lan Lăng Vương đối xử với mọi người bình đẳng như nhau, không phân cao thấp, thân phận. Mục đích chiến đấu của anh là để xây dựng nên một thế giới hòa bình, không có chiến tranh. Chứng kiến mẹ mình không thể ở cạnh bên người mình yêu, anh thề rằng sẽ chỉ yêu và kết hôn với một người phụ nữ trong đời, anh sẽ không để vợ mình phải chịu đau khổ như mẹ mình. Sự đời khó đoán trước, Lan Lăng Vương đem lòng yêu thương thiên nữ Dương Tuyết Vũ bị sự thông minh lương thiện của nàng hấp dẫn, phải làm thế nào để chống lại vận mệnh của mình, vĩnh viễn ở bên cạnh bảo vệ Tuyết Vũ đã trở thành mối trăn trở cả đời của hắn. Lan Lăng Vương bị Cao Vĩ ban chết bằng rượu độc, lại lấy thân phận nghĩa sĩ che mặt sống lại...
- Lâm Y Thần trong vai Dương Tuyết Vũ (Lan Lăng Vương Phi) -  20 tuổi

Tuyết Vũ là hậu nhân cuối cùng của Vu tộc, được tôn xưng là Thiên nữ. Từ nhỏ Tuyết Vũ cùng bà nội sống ẩn cư ở chốn đào nguyên bí mật Bạch Thôn sơn. Tuyết Vũ là một cô gái ngây thơ, vui vẻ, nhanh trí và tốt bụng, thích làm các thí nghiệm, chế tạo ra những thứ mới lạ nên cô thường hay gây ra những rắc rối trong thôn. Tuyết Vũ thường bị các cô gái khác trong thôn xem thường vì cô rất giản dị và cổ quái, không có nam nhân nào trong làng dám yêu cô. Bà nội của Tuyết Vũ là một nhà tiên tri của Vu tộc nhưng bà cố ý giấu Tuyết Vũ khả năng tiên tri của tộc Vu Hàm, không hy vọng đó lại trở thành vận mệnh của cháu gái mình. Nhưng Tuyết Vũ do một lần cơ duyên rời khỏi Bạch Sơn thôn bị cuốn vào cuộc chiến loạn giữa hai quốc gia Chu Tề, trở thành thiên nữ được chiến thần của Bắc Tề - Lan Lăng Vương và Hoàng đế của Bắc Chu - Vũ Văn Ung tranh đoạt muốn có được. Bản tính Tuyết Vũ lương thiện, cố gắng dùng mọi cách để giúp Lan Lăng Vương và Vũ Văn Ung thoát khỏi vận mệnh chém giết lẫn nhau... Cuối cùng bị trúng tên độc của Cao Vĩ mà chết.
- Trần Hiểu Đông trong vai Vũ Văn Ung (Hoàng đế Chu quốc, Bắc Chu Vũ đế) - 25 tuổi

Vũ Văn Ung là một hoàng đế lạnh lùng, cơ trí, giỏi về sách lược dùng kế, tự tin có thể bằng chính năng lực của bản thân xưng bá Bắc triều. Nhưng chiến tích bất bại của Lan Lăng Vương là bức tường cản trở hắn công phá Bắc Tề, hắn cùng Lan Lăng Vương đều là bậc anh hùng đáng tiếc hai người lại ở hai phía đối địch không đội trời chung. Vì sự phồn thịnh của Vương triều Bắc Chu quyết tâm đoạt lấy thiên nữ Dương Tuyết Vũ từ tay Lan Lăng Vương, lại không ngờ bị Tuyết Vũ làm loạn tâm tư, khiến hắn không cách nào tỉnh táo phán đoán mọi chuyện, lúc này hắn mới phát hiện, người hắn muốn không phải thiên nữ mà là cô gái mang tên Tuyết Vũ... Sau khi nhất thống Bắc Tề, vì cứu Tuyết Vũ mà bị trúng độc của Tổ Thái Bốc nên chết.

### Bắc Tề
- Hồ Vũ Uy trong vai An Đức Vương, Cao Diên Tông (em trai cùng cha khác mẹ của Cao Trường Cung) - 20 tuổi  An Đức Vương có cảnh ngộ gần giống Lan Lăng Vương, năm, sáu tuổi mới nhập cung, từ nhỏ liền theo sau Tứ ca Lan Lăng Vương, lớn lên lại càng dính chặt không rời. Vì Cao Trạm (Bắc Tề Vũ Thành Đế) để hắn cho Lan Lăng Vương trông giữ, chăm sóc.  Thân là Ngũ đệ, luôn luôn ủng hộ, tương trợ Cao Trường Cung, nhưng có một vấn đề hắn nghĩ mãi không hiểu, vì sao Tứ ca không giống các vương gia khác, sớm ngày cưới vợ nạp thiếp? Cho đến khi Dương Tuyết Vũ xuất hiện, làm cho hắn cảm thấy đây là cô gái duy nhất có thể xứng đôi với Cao Trường Cung, liền liều mình dù chết cũng phải bảo vệ anh trai và chị dâu.  Tính tình phong lưu thích nói lời bay bướm văn vẻ lại có nhiều hơn một phần hài hước, trong phủ tiểu thiếp thành đàn, nhưng sau khi vương phủ sa sút lại không còn một ai, cuối cùng chung tình với Tiểu Thuý, người chưa từng bỏ rơi hắn và cưới nàng làm thiếp.
- Địch Thiên Lâm trong vai Cao Vĩ, Thái tử Bắc Tề, Hoàng đế Bắc Tề đời thứ 5 (anh em họ của Cao Trường Cung và Cao Diên Tông)   Cao Vĩ có tính cách tiêu cực, vì cô gái mà mình cả đời yêu thương - Trịnh Nhi, cam nguyện bị tình yêu làm che mờ lý trí. Thậm chí có thể vì Trịnh Nhi tự tìm đến cái chết, cho dù biết Trịnh Nhi hạ độc mình, ở sau lưng thao túng, biến hắn thành con rối nhưng vẫn giả như không biết. Uống thuốc độc liên tục cuối cùng bị độc phát mà chết.
- Mao Lâm Lâm trong vai Trịnh Nhi/Phùng Tiểu Liên (nguyên là tỳ nữ của Hồ hoàng hậu, sau này trở thành hoàng hậu của Cao Vĩ)   Lúc còn là tỳ nữ trong một lần vô tình làm rơi trâm cài tóc nhờ đó gặp gỡ Lan Lăng Vương mà đem lòng yêu mến, thái tử Cao Vĩ cùng vì coi nàng là bạn từ lúc này mà bắt đầu yêu thương. Sau này bị Hồ hoàng hậu và Tổ Dĩnh nhân việc tuyển phi phái đi tiếp cận Lan Lăng Vương, sự việc bại lộ bị lưu đày làm quan nô. Sau khi đào tẩu vô cùng thống hận Dương Tuyết Vũ đã đoạt mất vị trí vương phi của mình, cố ý trở lại Lan Lăng Vương phủ dùng kế ly gián tình cảm của hai người, kết cục vẫn bị Lan Lăng Vương phát hiện được, bỏ mặc ở trong rừng rồi bị làm nhục, từ đó đối với Lan Lăng Vương từ yêu chuyển thành hận. Vốn nghĩ tự sát lại được thái tử Cao Vĩ đi qua vô tình cứu được, quay về cung giả mạo thành Phùng Tiểu Liên, bắt đầu khiến cho Cao Vĩ ngày càng nghi kỵ Lan Lăng Vương, mưu đồ hãm hại Lan Lăng Vương và Dương Tuyết Vũ. Hạ độc cả Cao Vĩ, biến hắn thành con rỗi. Cuối cùng bị Cao Vĩ dùng độc tiễn bắn trúng, nhìn hắn độc phát bỏ mình cũng khóc theo chết đi.
- Nguỵ Thiên Tường trong vai Hàn Hiểu Đông, bạn tốt của Tuyết Vũ  Hiểu Đông là thôn dân ở biên cảnh của hai nước Tề Chu, vì bà nội cũng vì một tia hy vọng sống đánh liều đi lừa bán người kiếm tiền, người đầu tiên lừa lại là Tuyết Vũ. Hiểu Đông yêu thầm Tuyết Vũ, luôn luôn trung thành và tận tâm với nàng, xúc động trước tấm chân tình của Lan Lăng Vương và Tuyết Vũ, anh quyết định dùng chút sức lực hèn mọn của mình cố gắng bảo vệ Vương Phi tựa như ánh trăng sáng. Cuối cùng vì bảo vệ Tuyết Vũ mà chết.
- Hà Trung Hoa trong vai Cao Trạm, Bắc Tề Vũ Thành Đế, Bắc đế đời thứ tư (cha ruột của Cao Vĩ, chú của Cao Trường Cung và Cao Diên Tông): Bị chính con trai mình - thái tử Cao Vĩ sát hại (do Trịnh Nhi và Tổ Thái Bốc xúi giục).
- Lý Văn Linh trong vai Hoàng thái hậu (thân mẫu của Cao Trạm, Cao Diễn, vợ của thủy tổ Bắc Tề Thần Võ Đế Cao Hoan, bà nội của Cao Trường Cung, Cao Duyên Tông, Cao Vĩ): Tính tình cởi mở, rất thương yêu Lan Lăng Vương. Trong sự kiện tuyển phi giả trang thành Phúc lão, bà vú của Lan Lăng Vương, rất thích Dương Tuyết Vũ là người chân thật, ban cho Tuyết Vũ họ Trịnh tứ hôn làm Trịnh phi. Trong ngày đại hôn của hai người nhận Tuyết Vũ làm cháu gái nuôi, để nàng lấy thân phận công chúa xuất giá, tự mình dùng thân phận nhà gái dắt cô dâu vào bái đường. Cuối cùng bị sát thủ do Trịnh Nhi (Phùng Tiểu Liên) phái đến thắt cổ giết chết.
- Đới Xuân Vinh trong vai Hồ hoàng hậu của Cao Trạm, mẹ ruột Cao Vĩ: Thân là mẹ ruột của thái tử, một lòng chỉ muốn trừ khử mọi chướng ngại vật cản đường con. Sau sự kiện tuyển phi bị nhốt vào lãnh cung vì hãm hại Lan Lăng Vương.
- Trương Quốc Khánh trong vai Tổ Đĩnh, quan thái bốc: Có năng lực bói toán, quan sát hiện tượng thiên văn, cùng với hoàng hậu và thái tử kết bè kết đảng, một lòng muốn diệt trừ Lan Lăng Vương và thiên nữ Dương Tuyết Vũ, vọng tưởng mưu nghịch soán vị, cuối cùng bị Lan Lăng Vương giết chết.
- Lí Đông Hàn trong vai Dương Sỹ Thâm, danh tướng Bắc Tề:Tham gia nhiều trận chinh chiến cùng Lan Lăng Vương, nhiều lần bảo vệ Lan Lăng Vương giành được chiến tích thắng lợi, vừa là tướng dưới trướng vừa là huynh đệ cùng chung hoạn nạn của Lan Lăng Vương. Lúc đầu không có cảm tình với Dương Tuyết Vũ, sau này bị kiến thức trí tuệ của nàng thu phục ngược lại ra sức bảo vệ hai người, Trong lúc Lan Lăng Vương và Dương Tuyết Vũ vì gian kế của Trịnh Nhi mà phát sinh mâu thuẫn, hắn chính là người đứng ra nhắc nhở Lan Lăng Vương, vạch trần âm mưu quỷ kế của Trịnh Nhi.
- Vương Thiên Dã trong vai Hộc Luật Tu Đạt, danh tướng Bắc Tề, con trai Hộc Luật Quang: Là người trọng tình trọng nghĩa, có ảnh hưởng rất lớn đến Cao Trường Cung lúc còn nhỏ. Trong một lần trúng kế quân Chu bị giặc bắt được, chịu nhiều cực hình tra tấn. Quân Chu vì muốn dẫn dụ Lan Lăng Vương, đem hắn ra pháp trường xử trảm, được nhóm người Cao Trường Cung cứu thoát nhưng vẫn bất hạnh bỏ mình.
- Lô Dũng trong vai Hộc Luật Quang, Đại tướng quân Bắc Tề: Sau cùng bị Cao Vĩ dùng dây cung thắt chết.
- Hạ Cưỡng trong vai Đoạn Thiều, Thái sư Bắc Tề, thái phó (thầy giáo) của Cao Trường Cung): Năm Cao Trường Cung sáu tuổi, phụng chỉ đưa hắn từ dân gian về cung. Cuối cùng bị Phùng Tiểu Liên ban chết.
- Chu Hải Quân trong vai Tiểu Thuý, tỳ nữ trong Lan Lăng Vương phủ: Là người khéo ăn nói, trung tâm, đối với Tuyết Vũ tình như tỷ muội. Sau cùng trở thành tiểu thiếp của An Đức Vương.
- Từ Phúc Lai trong vai Quản gia của Lan Lăng Vương phủ: Là người trung thực, tận trung với Lan Lăng Vương.

### Bắc Chu
- Vương Địch trong vai Hoàng hậu Bắc Chu A Sử Na: Trưởng công chúa Đột Quyết, khí chất ung dung. Một lòng mong đợi Vũ Văn Ung có thể thống nhất Bắc Triều, bởi vậy nàng tận lực giúp phu quân mình xử lý mọi việc. Nhưng một ngày kia phát hiện tâm tư của Vũ Văn Ung đều đặt hết lên người Dương Tuyết Vũ, nàng làm thế nào để vãn hồi trái tim của phu quân đây...
- Trịnh Hiểu Trữ trong vai Vũ Văn Hộ, Bắc chu đại trủng tể, theo dã sử là chú của Vũ Văn Ung nhưng trong chính sử lại ghi là anh họ: Là người có dã tâm to lớn, đa nghi tàn nhẫn, sát hại hai anh trai của Vũ Văn Ung, tức hai tiên đế của Bắc Chu là Vũ Văn Giác và Vũ Văn Dục. Vũ Văn Ung ẩn nhẫn 12 năm, cuối cùng bị Vũ Văn Ung dùng kế tự tay giết.
- Vương Tranh trong vai Vũ Văn Thần Cử, thuộc hạ thân tín của Vũ Văn Ung: vô cùng trung thành với Vũ Văn ung
- Triệu Nghị trong vai Uất Trì Quýnh, tướng quân Bắc Chu: tham lập công, có thể vì thắng lợi mà không từ thủ đoạn, nhưng đối với Vũ Văn Ung cực kỳ trung thành, đối với mẫu thân vô cùng hiếu thuận. Chết vì âm mưu của Vũ Văn Hộ
- Trương Tử Mộc trong vai Vũ Văn Trinh, công chúa của Vũ Văn Dục: được Vũ Văn Ung vô cùng yêu thương, xem như chính mạng sống của mình. Từ nhỏ đã bị suyễn, phải uống thuốc không nghỉ, được Tuyết Vũ chữa khỏi bệnh, rất thích gọi Vũ Văn Ung là "Tiểu mã nhi"
- Hoàng Tâm Đễ trong vai Ngọc Thố/Thỏ Ngọc: là người tộc Khố Tây Mạc, gián điệp Vũ Văn Ung sắp xếp bên cạnh Vũ Văn Hộ. Sau cùng bị Vũ Văn Hộ phát hiện dùng châm đâm xuyên qua đầu mà chết.

### Một số nhân vật khác
- Hàn Đống trong vai Dương Kiên, hắc y nhân xuất hiện đầu phim, là hoàng đế khai quốc của triều Tuỳ, Tuỳ Văn Đế trong tương lai: dẫn chim ngũ sắc đến thôn Bạch Sơn cầu kiến bà nội Tuyết Vũ theo cái hẹn 10 năm, thích nghe tiên đoán thiên hạ đại thế trong tương lai.
- Lữ Trung trong vai Dương lâm thị, bà nội của Tuyết Vũ: là người tộc Vu Hàm, thông hiểu thuật tiên tri, là một trong số tộc nhân ít ỏi còn lại có được năng lực tiên tri. Mất con trai và con dâu trong chiến loạn, vì trốn tránh chạy nạn vào thôn Bạch Sơn, luôn ở bên cạnh Tuyết Vũ. Bà sợ hãi vận mệnh của Tuyễt Vũ có nhiều biến cố, cho nên từ nhỏ đã ngăn cản Tuyết Vũ học bất cứ thứ gì liên quan đến tộc Vu Hàm, chỉ hy vọng cháu gái được sống tốt như người bình thường, bình an cả đời. Cũng bởi vì thế mà từ nhỏ Tuyết Vũ đã bị thôn dân xem thường. Có điều dù bà dụng tâm thế nào cũng không thể ngăn cản mọi việc phát sinh, cuối cùng vẫn đấu không lại mệnh trời đã an bài.

## Nhạc phim
| STT | Tên bài hát                            | Ca sĩ            |
| --- | -------------------------------------- | ---------------- |
| 1   | Lòng bàn tay                           | Đinh Đang        |
| 2   | Nhập trận khúc                         | Ngũ Nguyệt Thiên |
| 3   | Bỗng dưng rung động                    | Trần Hiểu Đông   |
| 4   | Vận mệnh                               | Gia Gia          |
| 5   | Mạnh mẽ sống                           | Nhậm Hiền Tề     |
| 6   | Mặt nạ chân tình                       | Nhạc đệm         |
| 7   | Cả đời chỉ yêu một người               | Nhạc đệm         |
| 8   | Cạn chén đón ánh bình minh             | Nhạc đệm         |
| 9   | Đêm dần buông, sinh tồn chốn sa trường | Nhạc đệm         |
| 10  | Được thiên nữ như được thiên hạ        | Nhạc đệm         |
| 11  | Nữ Oa chứng giám, không phụ ý trời     | Nhạc đệm         |
| 12  | Không thể quay lại ngày đầu gặp gỡ     | Nhạc đệm         |
| 13  | Một góc sân, một khoảng trời           | Nhạc đệm         |